# Нильский крокодил
Ни́льский крокоди́л (лат. Crocodylus niloticus) — крупное пресмыкающееся семейства настоящих крокодилов. Самый большой из трёх видов крокодилов, обитающих в Африке, и второй по величине в мире, после гребнистого крокодила. Занимает верхнее положение в водных и околоводных экосистемах Африки. Взрослые особи способны справляться с такими крупными и сильными зверями, как черный носорог, гиппопотам, жираф, африканский буйвол, канна и лев. Кроме того, благодаря району обитания, размерам и силе, нильский крокодил печально известен как крокодил-людоед. В древние времена являлся объектом страха и поклонения. До настоящего времени остаётся, пожалуй, наиболее известным видом семейства настоящих крокодилов. Численность этого вида относительно высока и стабильна, хотя популяции в отдельных странах находятся под угрозой исчезновения.

## Описание

### Внешний вид
Как и все крокодилы, нильский крокодил имеет короткие ноги, расположенные по бокам туловища, чешуйчатую кожу, покрытую рядами костяных пластин, длинный сильный хвост и мощные челюсти. Глаза крокодила снабжены третьим веком, служащим для дополнительной защиты под водой. Возле них имеются специальные железы, которые позволяют промывать глаза жидкостью (отсюда выражение «крокодиловы слёзы»). Ноздри, уши и глаза расположены в верхней части головы, благодаря чему крокодил может почти полностью погружаться в воду, оставляя их на поверхности.
Окраска нильского крокодила обеспечивает ему некоторую маскировку. Молодые особи обычно серые или светло-коричневые с тёмными полосами на спине и хвосте. С возрастом окраска темнеет и полосы становятся малозаметными. Живот имеет жёлтый оттенок, такая кожа считается самой качественной.

### Анатомия и физиология
Сердце у крокодилов четырёхкамерное, как у птиц. Оно досталось им от теплокровных предков, которым требовалось эффективно насыщать кровь кислородом. Однако, в процессе эволюции между перегородками образовалось отверстие, позволяющее крокодилам проводить смешивание артериальной и венозной крови. Обычно нильский крокодил ныряет на 2—5 минуты, но при необходимости может оставаться под водой до 30 минут, а при пониженной активности — до двух часов.
Нильский крокодил имеет очень хороший слух и богатый диапазон голоса. Его кожа снабжена специальными рецепторами, реагирующими на изменение давления и температуры воды, а также способными определять её химический состав. Челюсти обладают внушительной силой, что позволяет удерживать и убивать ими крупных животных. Сила укуса чуть более чем 5-метрового нильского крокодила была измерена в 2268 кг, что в среднем равно 22113 Н. Челюсти снабжены 64—68 коническими зубами — 36—38 на верхней челюсти и 28—30 на нижней. Зубная система крокодилов скорее гетеродонтного, чем гомодонтного типа, и зубы могут быть условно поделены на три морфофонкциональных типа, соответствующих резцам, клыкам и молярам млекопитающих. Только что вылупившиеся крокодильчики имеют специальное уплотнение кожи в передней части морды, называемое яйцевым зубом, которое помогает им выбраться из яйца.

### Размеры
Нильский крокодил является крупнейшим крокодилом, обитающим в Африке, и считается вторым по величине крокодилом в мире, после гребнистого. Длина матерых самцов часто колеблется от 4,5 до 5,5 м. Однако, большинство взрослых особей значительно меньше, поскольку крокодилам требуется много времени, чтобы достичь своего полного размера после достижения половой зрелости (взрослой особью может считаться любой крокодил, достигший половой зрелости — то есть, достигший длины 2—3 м). Таким образом, большинство взрослых нильских крокодилов по большей части своего ареала, как правило, от 2,8 до 3,5 м в длину согласно одному исследованию, и от 3 до 4,5 м, согласно другому. Средний размер нильских крокодилов из Уганды и Замбии указывается в 3,16 м, а масса — в 137,5 кг. В озере Туркана, Кения, на основании большой выборки средний размер крокодилов был оценен в 3,66 м, а масса — в 201,6 кг. Кроме того, существуют данные о том, что взрослые крокодилы в национальном парке Крюгера в среднем вырастают до 3,65 м в длину. В попытках отдельно рассмотреть размер самцов и самок этого вида, было подсчитано, что в большинстве популяций средняя длина взрослых самцов составляет около 4 м, а вес — более 300 кг, в то время как самки обычно вырастают до 3,05 м и весят около 116 кг.
Как и все крокодилы, нильские крокодилы имеют ярко выраженный половой диморфизм. Самцы в среднем на 30 % превышают по размерам самок. Хотя эта разница у нильского крокодила выражена значительно меньше, чем у, например, гребнистого крокодила. По достижении половой зрелости самец нильского крокодила, как правило, на 30—50 см превышает по длине самку, после чего продолжает расти быстрее неё. Почти все полностью выросшие самцы превышают 4 м в длину и значительно превышают самок в объёме. Взрослый самец нильского крокодила, как правило, находится в диапазоне длины от 3,3 до 5 м и может весить от 150 до 700 кг. Особо крупные самцы достигают более 5,5 м в длину и могут весить не менее тонны. Для сравнения — полностью выросшие самки нильских крокодилов обычно от 2,2 до 3,8 м в длину и весят от 40 до 250 кг.
Масса отдельных крокодилов может быть довольно изменчивой, поскольку одни животные по своей природе довольно тонкие стройные, а другие наоборот — очень массивные. Самки обычно менее громоздкие, чем самцы сопоставимой длины. В качестве примера с увеличением массы тела у крупных крокодилов можно привести замеры 4,4 м 414,5 кг крокодила, проведенные Cott (1961) и сравнить их с 4,8 м и более чем 680 кг крокодилом, измеренным Graham и Beard (1973).
Существуют доказательства того, что нильские крокодилы в более холодном климате, например, на границе их ареала в Южной Африке, достигают меньшего размера и их длина исключительно редко превышает 4 м. Крокодилы в пустыне Сахара и других местах Западной Африки вырастают обычно до 3—4 м в длину (максимум — 5 м) и также уступают по размеру большинству популяций нильских крокодилов, но в настоящее время многие из этих крокодилов считаются представителями другого вида — пустынного крокодила (Crocodylus suchus).

#### Максимальные размеры
Нильские крокодилы достаточно часто превышают 5 метров в длину, если не находятся под постоянным давлением со стороны нерегулируемой охоты. Но максимальный размер, которого могут достигать крокодилы этого вида, является предметом обсуждения среди специалистов. Ранее сообщалось о семиметровых и даже более крупных образцах — в прошлом не только охотники, но и исследователи утверждали, что видели огромных крокодилов в Африке и на Мадагаскаре, по их оценкам, от 7,62 до 9,15 м в длину. Но ни одно из этих сообщений нельзя надежно проверить и подтвердить — несомненно, в большинстве случаев они являются не более чем преувеличением.
Судя по проверенным данным, единственный вид крокодилов, особи которого были измерены и превысили в длину 6,1 м — это гребнистый крокодил. Но в настоящее время наибольший интерес могут представлять следующие сообщения о крупных нильских крокодилах, сравнимых по размерами с гребнистыми:
- Крупный самец нильского крокодила, убитый у озера Танганьика, Танзания, как сообщается, в длину достигал 5,5 м. Кроме того, этот образец имел обхват туловища в 2,28 м, 71-сантиметровый череп и передние конечности длиной 56 см.[32]
- Ещё один известный гигант, пойманный в Южной Африке, достигал 5,5 м в длину и весил 905,7 кг.[35]
- Крокодил, застреленный в 1950 году на реке Семлики, Кения, был размером 5,54 м. Книга рекордов Гиннесса приняла это сообщение за достоверное.[22][32]
- Кроме того, через четыре года на реке Семлики был убит ещё один большой экземпляр, размером 5,59 м. Но этот гигант считается действительно исключительным, потому что, как оказалось, это была самка. Возможно, данный крокодил является самой крупной женской особью не только нильского крокодила, но и всех современных представителей отряда, поскольку она более чем на метр была больше любой другой.[32]
- Крупнейший известный череп нильского крокодила происходит из Эфиопии и имеет в длину 68,6 см, а его нижняя челюсть — 87 см. При жизни этот экземпляр был примерно 5,6 м в длину.[36]
- Нильский крокодил, убитый в Малави, был длиной 5,74 м. Эта цифра была также принята книгой рекордов Гиннесса.[37]
- По сообщениям, один измеренный в Замбии крокодил достигал 5,8 м в длину, а его вес был между 680 и 725 кг, как подсчитали на основе взвешивания сохранившихся частей его тела.[32]
- В Окаванго, Ботсвана, в ноябре 1968 года, охотник Бобби Уилмот убил чудовищных размеров крокодила-людоеда. Было установлено, что он достигал 5,87 м в длину и имел обхват тела 2,13 м. Его вес составлял примерно 816 кг без учета содержимого желудка, с одной только головой весом в 166 кг. Содержимое желудка включало в себя 2 коз, половину осла и частично переваренное туловище женщины.[32][37]
- Другой гигантский крокодил происходит из реки Семлики. Он был убит в сентябре 1951 года рейнджером из Уганды. Этот нильский крокодил достигал 5,94 м в длину и имел обхват тела 2,24 м.[32][37]
- Раймонд Друри сообщил об исключительном крокодиле с Мадагаскара якобы 6-метровой длины. Но для подтверждения этого сообщения информации недостаточно.[32]
- Нильский крокодил из Бурунди, известный как Густав, является, пожалуй, самым известным представителем своего вида. Он известен в значительной степени потому, что все герпетологи, которые пытались изучить Густава, и бесчисленные охотники, которые пытались его убить, потерпели неудачу. Согласно описаниям ещё с 1990-х годов, Густав достигает 6,1 м в длину и по сей день активно охотится на людей и даже бегемотов.[38]
- Экземпляр, считающийся достоверным книгой рекордов Гиннесса, был убит в 1948 году у озера Виктория, и был размером 6,4 м. Этот огромный крокодил, по сообщениям, весил более 900 кг (скорее всего, около 1300—1500 кг).[32][37]
- Дуглас Джонс убил исключительного нильского крокодила в реке Джуба, Сомали. Экземпляр достигал 6,4 м, и это сообщение считается относительно надежным.[32][37]
- Согласно книге рекордов Гиннесса, крупнейшим точно измеренным нильским крокодилом был экземпляр, застреленный в 1905 году возле Мванза, Танзания. Его длина составляла 6,45 м. Однако указанная при этом масса, равная 1095 кг, говорит о том, что длина скорей всего была завышена, либо животное, подвешенное за голову или хвост, растянулось под собственным весом.[37]
- Мэри Кингсли сообщила, что она застрелила 6,7-метрового крокодила в Западной Африке. Гуггисберг считает этот сообщение надежным.[32][37]
- В 1903 году нильский крокодил, убитый в Замбии, как сообщалось, достигал 7,6 м, несмотря на отсутствие части хвоста. Указывалось, что его тело было 93 см высотой, обхват брюха достигал 4,26 м, а длина черепа — 1,4 м. К сожалению, это сообщение уже нельзя никак проверить или подтвердить.[32]
- Возможно, самый большой нильский крокодил, по сообщениям 1900 года, якобы был убит капитаном Риддиком в Кьога, Уганда. Капитан заявил, что этот крокодил достигал 7,93 м в длину. Но этому нет никаких доказательств.[32]

До чрезмерного охотничьего промысла в 20-м веке другие виды крокодилов также могли превышать 6 м в длину и тем самым быть сравнимыми по размерам с нильскими. Такие размеры для гавиалов и оринокских крокодилов кажутся относительно достоверными, они попадались в старых отчетах, прежде чем оба вида были почти полностью истреблены. По непроверенным данным, чёрные кайманы и острорылые крокодилы также могут в некоторых случаях вырастать до 6 метров. Тем не менее, нильский крокодил является единственным современным видом крокодилов, кроме гребнистого, особи которого длиной более 4,5 метров встречаются достаточно часто.

### Поведение
При нормальных обстоятельствах нильские крокодилы — относительно малоактивные животные, как и большинство других современных рептилий. Более половины из крокодилов, наблюдаемых в природе, с раннего утра до наступления сумерек занимаются баскингом на берегу или мелководье, держа челюсти открытыми, чтобы избежать перегрева (известны случаи, когда пойманные крокодилы с завязанными челюстями оставались на жаре, вследствие чего погибали от перегрева). Резкое закрытие пасти может служить в качестве сигнала угрозы для других крокодилов и прочих животных. В целом, нильские крокодилы очень агрессивны и территориальны по отношению к другим животным, но при этом терпят рядом большое число своих сородичей.
Несмотря на то, что они могут оставаться практически неподвижными в течение нескольких часов, нильские крокодилы прекрасно осведомлены об окрестностях и присутствии рядом других животных за счет развитых органов чувств.

В Южной Африке нильских крокодилов легче всего наблюдать зимой из-за обширного количества времени, которое они тратят в это время года на баскинг. В воде крокодилы проводят больше всего времени в дождливые или пасмурные дни. В южных частях ареала крокодилы, в случае засухи, похолодания или других опасных для их жизни изменений климата, могут вырывать укрытия и впадать в летнюю спячку, длящуюся обычно с мая по август. Только крупные особи, участвующие в спячке, иногда могут оставить нору и выползти на солнце в теплые дни.
Обычно крокодил ползает на животе, но может также ходить, приподняв туловище. Некрупные особи способны пробегать небольшое расстояние галопом, развивая скорость до 14—17 км/ч. Плавает также быстро (около 30 км/ч), совершая синусоидальные движения хвостом.
Некоторые наблюдатели предполагают, что нильский крокодил имеет симбиотические отношения с некоторыми птицами, например шпорцевым чибисом (Vanellus spinosus) и египетским бегунком (Pluvianus aegyptius). Согласно отдельным сообщениям, крокодил широко открывает пасть, а птица в это время достаёт застрявшие у него в зубах кусочки мяса. Однако, эти сообщения ненадежны и, возможно, демонстрируют не истинно симбиотические отношения. Бегемоты обычно мирно делят водоёмы с нильскими крокодилами и, как сообщалось, самки иногда даже оставляют свой молодняк рядом с крокодилами для его защиты от львов и гиен. Аналогично — маленькие крокодилы могут искать укрытия на спинах у гиппопотамов.

## Питание
Нильский крокодил является одним из высших хищников Африки. В воде это подвижный охотник, использующий скрытность, чувствительные рецепторы и грубую силу для того, чтобы найти и захватить свою жертву. На суше крокодилы значительно менее подвижны и, как правило, кормятся вне воды, только если выпадает подходящая возможность. Они имеют относительно медленный обмен веществ и поэтому могут длительное время обходиться без пищи. Хотя, в то же время, крокодилы могут съесть до 20 % от своего веса за раз и будут питаться при любом удобном случае. По данным исследований, проведённых в Уганде и Замбии, молодые особи кормятся значительно чаще, чем взрослые (особенно редко едят самки, охраняющие гнезда).
На наземных животных крокодилы охотятся в основном из засады, полностью погрузившись под воду, либо оставив на поверхности только ноздри и глаза. Атака всегда внезапна и непредсказуема. Крокодил выпрыгивает из воды и моментально смыкает челюсти на своей жертве. В других случаях голова и верхняя часть тела крокодила остаются видны для жертвы, особенно когда плывущее животное оказывается преследовано и атаковано у поверхности воды, либо если крокодил пытается схватить добычу, находящуюся, например, на нависающей над водой ветке дерева.
Подростки и небольшие взрослые нильские крокодилы используют свои тела и хвосты, чтобы подогнать рыбу к берегу и легко поймать её быстрым движением головы. Некоторые крокодилы могут использовать свои хвосты при атаке на наземных животных, иногда опрокидывая их прямо в воду. Они также работают сообща для того, чтобы блокировать миграцию рыб, образуя полукруг по всей реке, и в отличие от, например, гребнистых крокодилов, терпят друг друга рядом при нападении на крупную добычу. Доминирующие крокодилы всегда едят первыми.
Их способность незаметно скрываться под водой, в сочетании со взрывной силой и высокой скоростью на коротких дистанциях, делают крокодилов эффективными охотниками на крупную добычу. Зубы нильского крокодила служат для того, чтобы пронзать тело жертвы и удерживать её в пасти, но они плохо подходят для разрезания шкуры и мышц. Однако это не является недостатком конструкции — огромная сила укуса и расположение зубов в центральной части пасти позволяют крокодилам буквально прорубить тело крупного животного. Нередко крокодил, схватив добычу, начинает быстро вращаться вокруг своей оси (так называемое «смертельное вращение»), разрывая её тело на части. Сила сжатия челюстей нильского крокодила контролируется специальными механорецепторами, что позволяет ему эффективно контролировать захваченное животное. Жертва, как правило, умирает от повреждения черепа и позвоночного столба, разрыва внутренних органов, кровотечения или утопления, либо просто начинает поедаться живьём. Наглядной демонстрацией силы нильского крокодила будет свидетельство Альфреда Брема, описавшего, как крокодил откусил голову пришедшему на водопой быку. От крупной туши крокодилы отрывают куски мяса и глотают их целиком. Несъеденные части туши крокодилы могут прятать про запас, что в свое время стало причиной появления мифа о том, что крокодилы предпочитают протухшее мясо. Когда группа крокодилов делит добычу, одни крокодилы могут держать тушу, а другие вращаться вокруг своей оси, быстро вырывая из неё крупные куски мяса. Для этой цели одиночные крокодилы могут закреплять тушу между камнями или корягами. Если же речь заходит о животных, которые намного меньше по размерам, чем сам крокодил, то они легко сокрушаются челюстями и просто проглатываются целиком или несколькими большими кусками.
Нильские крокодилы также едят падаль и воруют добычу у других хищников, таких как львы, гиеновые собаки или леопарды. Крокодилы могут на сотни метров отходить от воды, почуяв запах пищи, хотя гнилого мяса, как правило, избегают. Очень часто крокодилы в большом количестве кормятся на тушах мертвых бегемотов, терпя рядом огромное число сородичей. Исключительно толстая и прочная шкура мертвых бегемотов не является преградой для крокодилов, пронзающих её гипертрофированным четвёртым зубом на обеих сторонах нижней челюсти.
Нильский крокодил обладает уникальным хищническим поведением, характеризующимся его способностью кормиться как в своей родной среде обитания, так и вне её. Взрослый крокодил может атаковать практически любое животное, даже значительно превышающее его по размерам. Чаще всего, сравнительно редкая для нильских крокодилов охота на суше происходит ночью. Тогда крокодил поджидает жертву в засаде возле лесной тропы на расстоянии до 50 м от воды. Поскольку большинство наземных животных значительно быстрее крокодила, он должен использовать густую растительность или рельеф местности для того, чтобы иметь шанс на успех. В одном случае взрослый крокодил, который поймал антилопу бушбок на берегу, вместо того, чтобы затащить её в воду, понес свою жертву в кусты. Два молодых нильских крокодила были замечены во время перетаскивания свежеубитой антилопы ньялы по суше. В Южной Африке инспектором по охране природы наблюдалась сцена, как посреди саванны, вдалеке от воды, нильский крокодил подпрыгнул и схватил проходящего мимо осла за шею, а затем потащил свою жертву прочь.
Далее приводится разбор значимости различных кормовых объектов в рационе крокодилов.

### Беспозвоночные
Видовая принадлежность и размеры добычи зависят в основном от размера и возраста крокодила. Рацион детенышей нильских крокодилов длиной менее 1 метра примерно на 70 % состоит из насекомых и других мелких беспозвоночных. В исследовании, проведенном в Уганде и Замбии, более ста видов и родов насекомых были обнаружены в желудках у детенышей крокодилов. Из съеденных насекомых различные жуки составили до 58 % от общего количества, особенно представители таких родов как Hydrophilus и Cybister. Другие насекомые, в том числе прямокрылые, такие как сверчки и стрекозы, обычно ловятся крокодильчиками ночью в густой растительности. Паукообразные в диете детенышей крокодилов, исследованных в Уганде и Замбии, вторичны относительно насекомых, но достаточно часто употребляются ими в Окаванго.
Крабы часто поедаются подростками крокодилов длиной около 1,5 м. В основном это представители рода Potamonautes. Моллюски также могут быть съедены молодыми крокодилами.
После того, как нильские крокодилы достигают примерно 2 м в длину, число любого рода беспозвоночных в их рационе значительно уменьшается. Исключение из этого правила наблюдается в Уганде, где подростки крокодилов и даже взрослые особи длиной до 3,84 м иногда поедают крупных улиток и крабов.

### Рыбы
При длине в 1,2-2,2 м нильские крокодилы имеют наиболее разнообразный относительно особей из других возрастных категорий рацион. Они, как и крокодилы помоложе, всё ещё могут употреблять больших беспозвоночных, но уже способны ловить добычу величиной примерно до их собственного размера за счет онтогенетических изменений в строении черепа. Рыба становится очень важной частью диеты у подросших крокодилов по достижении ими длины в 2,4 или даже 3,5 м.
По всей Африке диета крокодилов обуславливается региональной доступностью различного рода источников пищи. Засушливые земли, окружающие озеро Туркана, населены небольшим количеством наземных животных, и поэтому рыба является важной частью диеты местных крокодилов. В озере Сент-Люсия, Южная Африка, нильские крокодилы в большом количестве собираются для кормления на нерестящемся лобане. Крокодилы терпеливо выстраиваются вдоль пролива, чтобы эффективно хватать проплывающую мимо рыбу. Удивительно, но во время этого процесса между крокодилами не наблюдается каких-либо конфликтов. Поедая нерестящуюся рыбу, 2,5 м крокодил весом около 50-60 кг может съедать до 1,1 кг лобана ежедневно, что значительно превышает норму.
На большей части своего ареала крокодилы поедают любую рыбу, обитающую рядом с ними. Но в целом, в их диете наиболее распространены карповые и двоякодышащие, а также тиляпии и представители родов Clarias, Haplochromis, Mormyrus. В Кении (озеро Баринго) двоякодышащие составляют почти две трети от всех рыб, съеденных нильскими крокодилами. В Окаванго, Ботсвана, африканские щуки являются наиболее распространенной пищей у молодых особей, составляя более четверти от их рациона. Обычно крокодилы ловят рыб в воде менее 1,5 м глубиной. Рыбы часто попадаются тогда, когда они проплывают мимо неподвижной крокодильей головы.
Крупная рыба, например, некоторые сомы из родов Bagrus и Clarias, более предпочтительна для взрослых или крупных подростков нильских крокодилов более 2,2 м в длину. Меньшая рыба будет поймана и съедена ими только в очень удобном случае, например, в пересыхающем водоеме, где не потребуется много усилий, чтобы поймать столь мелкую и юркую добычу. Даже исключительно крупные рыбы, находящиеся на верхних трофических уровнях, такие как нильский окунь, большая тигровая рыба и даже акулы, могут становиться жертвой крокодилов от случая к случаю. В реке Замбези и озере Сент-Люсия, нильские крокодилы, как известно, регулярно охотятся на бычьих акул и обыкновенных песчаных акул. Причем, в одном зафиксированном случае крокодил длиной около 3,7 м убил бычью акулу, превышающую себя по весу. При поимке очень крупных рыб крокодилы могут тащить их на берег или перекусывать челюстями.
Нильский крокодил имеет репутацию прожорливого и регулярного охотника на пресноводных рыб. Однако, на самом деле это не так. Как холоднокровные животные, нильские крокодилы едят гораздо меньше, чем соразмерные им теплокровные животные. Установлено, что крокодил длиной от 2 до 3,05 м и массой приблизительно от 30 до 120 кг потребляет в среднем 286 грамм рыбы в день. В сравнении с рыбоядными водоплавающими птицами из Африки, это совсем немного, несмотря на то, что те намного меньше крокодилов. Например, баклан съедает до 1,4 кг рыбы в день, а пеликан — до 3,1 кг. Поедание важных промысловых рыб упоминается как один из источников конфликтов между людьми и крокодилами и используется в качестве оправдания для операций по отлову крокодилов. Однако, нильские крокодилы, кроме того, что нуждаются в малом количестве пищи, также не являются основными регуляторами численности рыб в связи со своей гибкой диетой, и не истощают рыбные ресурсы без сторонних (часто — антропогенных) факторов.

### Рептилии и амфибии
Лягушки являются важным источником пищи для молодняка крокодилов во многих регионах и их ловят в основном особи от 0,5 до 1,5 м длиной. В Уганде и Замбии среди земноводных чаще всего употребляется африканская жаба Amietophrynus regularis, а в Ботсване — изменчивая тростнянка. Даже самая крупная лягушка в мире — лягушка-голиаф, входит в рацион нильских крокодилов. Однако, в рационе взрослых особей земноводные фактически отсутствуют.
Рептилии являются наиболее распространенной после млекопитающих добычей, составляющей основу рациону больших крокодилов. Однако, молодые крокодилы поедают их значительно реже. В Уганде и Замбии различные рептилии очень редко когда были замечены в качестве жертв нильских крокодилов до 2,5 м в длину, но регулярно обнаруживаются в желудках у образцов свыше 3,5 м в длину. Мелкие виды рептилий, как правило, игнорируются в качестве пищи. Пресноводные черепахи являются самыми распространенными рептилиями, регистрируемыми в качестве жертв крокодилов, во многом из-за их медлительности, полуводного образа жизни и довольно крупных размеров. Но, в это же время, лишь взрослые крокодилы обладают достаточно силой, чтобы сокрушить панцирь большой черепахи. Крокодилы помоложе, тем не менее, иногда тоже могут попытаться прокусить панцири черепах, но это попытка далеко не всегда гарантирует успех. В одном случае молодой крокодил едва не подавился, пытаясь проглотить большую речную черепаху. Множество видов змей время от времени становятся пищей нильских крокодилов, даже такие ядовитые, как черные мамбы и крупные, как иероглифовые питоны. В Гамбии за несколько лет наблюдения нильские крокодилы убили и съели как минимум шесть иероглифовых питонов, а в желудке большого крокодила, застреленного в Уганде, был найден более чем 4,5 м питон этого вида. Единственный вид ящериц, отмеченный в диете крокодилов — нильский варан, занимающий схожие места обитания.
Для нильского крокодила каннибализм не является исключением, и может быть как следствием охоты большого крокодила на маленького, так и поедания падали или кормления доминантного крокодила на теле убитого в бою соперника. Возможно, нильские крокодилы также могут охотиться на меньших представителей семейства настоящих крокодилов — тупорылых крокодилов и африканских узкорылых крокодилов, но в силу отдаленности мест обитания этих мелких форм, на данный момент это вероятное предположение не доказано.

### Птицы
В целом, птицы сравнительно редки как добыча и редко когда составляют более чем 10-15 % от разнообразия содержимого желудка нильских крокодилов. Однако, при этом птиц ловят крокодилы любого размера, кроме самых маленьких детенышей. Различные птицы, включая аистов, небольших болотных и водоплавающих птиц, орлов и даже быстрых маленьких птичек, были отмечены в качестве жертв нильских крокодилов.
Нильские крокодилы нередко могут подолгу выжидать у мест гнездования бакланов, пока неоперившиеся птенцы не упадут в воду. Болотные птицы, даже большие и громоздкие виды, такие как цапли, имеют тенденцию быть очень осторожными и избегать глубокой воды или мест скопления крокодилов. Но, тем не менее, порой крокодилам удается поймать их. Гуггисберг описал многочисленные примеры хищничества нильских крокодилов по отношению к марабу. В одном случае нильский крокодил был замечен во время захвата зеленой кваквы чуть ли не в полете, а также крокодилы иногда удачно схватывали воробьиных птиц, сидящих на ветвях. Скопа, как известно, бывает поймана крокодилами, когда ныряет за рыбой. Орлы в некоторых случаях бывали пойманы крокодилами в засаде около падали или у водопоя.
Взрослые нильские крокодилы чаще ловят более крупных наземных птиц, таких как рогатые вороны, цесарки и страусы, когда те приходят к воде, чтобы утолить жажду. Но как и большинство птиц, эти птицы составляют лишь незначительную часть рациона крокодилов.

### Млекопитающие
Млекопитающие являются основным компонентом диеты нильских крокодилов длиной более 3,5 метров, хотя изотопные данные свидетельствуют о том, что по крайней мере в некоторых регионах крокодилы переходят на питание млекопитающими уже при достижении 2,4-метровой длины. Но, тем не менее, уже начиная примерно с 1,5-метровой длины крокодилы могут стать эффективным охотниками на млекопитающих, способными осилить большое количество зверей, подходящих им по размеру: к примеру, различных обезьян, антилоп величиной до газели Томсона, грызунов, зайцеобразных, ящеров и летучих мышей. Грызуны и землеройки очень распространены в рационе совсем молодых крокодилов, но иногда они употребляются и некрупными взрослыми или крупными подростками. Например, в желудке 2,7 м крокодила, исследованного в Кении, было найдено более 40 тростниковых крыс. Дикобразы, как известно, становились жертвами нильских крокодилов в национальный парке Крюгера: их иглы, по-видимому, не являются надежной защитой против крокодилов, обладающих мощной пищеварительной системой и высоким болевым порогом. Мелкие хищники, такие как выдры, мангусты, сервалы и циветты, легко могут стать жертвой нильских крокодилов от случая к случаю. Считается, что крокодилы играют важную роль в контроле численности выдр.
Большие взрослые нильские крокодилы, то есть, особи не менее 3,5 м в длину, являются высшими хищниками. Они, в отличие от меньших крокодилов, способны захватывать и убивать очень крупных животных, но теряют подвижность, необходимую для ловли мелкой добычи. Поскольку крокодилы утаскивают свою жертву под воду и хранят ее под водой до полного употребления, исследователям очень сложно наблюдать за прямым хищничеством крокодилов или находить останки съеденных ими жертв. Среди млекопитающих жертвами взрослых крокодилов чаще всего становятся крупные антилопы, особенно виды, кормящиеся около воды (ситатунги и представители рода водяных козлов). В некоторых случаях эти животные были вытеснены в воду во время преследования стаями гиеновых собак, и тут же были пойманы крокодилами. В национальном парке Крюгера на протяжении 22 лет наблюдений с перерывами, 60 % крупных животных, убитых крокодилами, были определены как импалы (в частности, потому, что с ними могут справиться даже молодые крокодилы). Более 20 % жертв же составили антилопы куду и особенно обыкновенные водяные козлы (при среднем весе в районе 200—250 кг эти животные добываются только взрослыми крокодилами). В других местах водяные козлы также являются наиболее значимым пунктом рациона больших взрослых крокодилов, например, в Уганде и Замбии. Другие антилопы, часто становящиеся пищей нильских крокодилов — это газели, бушбоки, канны, стенбоки, гемсбоки, саблерогие антилопы, до полутора десятка видов дукеров, топи, бубалы, оба вида антилоп гну и т. д.
Другие крупные млекопитающие, часто встречающиеся в рационе нильских крокодилов — это зебры, карликовые бегемоты, африканские буйволы, жирафы, трубкозубы, африканские ламантины, дюгони, бородавочники, окапи, приматы (такие как павианы), лесные свиньи, кистеухие свиньи и некоторые другие. В силу низкой изученности регионов Центральной Африки, не существует никаких достоверных наблюдений хищничества крокодилов по отношению к гоминидам (кроме людей). Но опыты с шимпанзе и гориллами показывают, что те испытывают сильное нежелание пересекать водоемы с крокодилами и бурно реагируют на визуальные имитаторы этих хищников. В Масаи-Мара, Танзания, крокодилы собираются на местах переходов мигрирующих стад зебр и антилоп гну, добывая сотни этих крупных копытных каждый год. Частота удачных нападений составляет около 90 %. Тем не менее, мигрирующих животных крокодилы часто атакуют очень вяло и неактивно, часто выпуская их из челюстей. Среди прочего это скорее всего связано с изобилием добычи и возможностью выбора наиболее доступных жертв. Рацион крупных нильских крокодилов на Мадагаскаре не изучен, но, вероятно, включает в себя кустарниковых свиней и большое количество различных видов лемуров.
Все одомашненные животные, особенно крупный рогатый скот, могут становиться жертвами нильских крокодилов. В Танзании крокодилы ежегодно убивают до 54 голов скота, и это число только продолжает расти. Козы, одногорбые верблюды, ослы, собаки и одомашненные буйволы также довольно часто бывают атакованы и убиты крокодилами.
Особо крупные крокодилы иногда успешно атакуют даже таких больших и сильных животных, как матерые быки буйволов, взрослые жирафы, носороги и бегемоты, а также молодые африканские слоны. Например, в одном случае у реки Тана, Кения, один или несколько крокодилов растерзали взрослую самку черного носорога, зашедшую в воду. В другом случае, произошедшим в Танзании, огромная самка чёрного носорога, весившая почти 2 тонны, была затащена в воду и убита в 1,5 часовой борьбе примерно 4,3 м нильским крокодилом. Еще один случай хищничества крокодила по отношению ко взрослому носорогу был зафиксирован в Северной Замбии. Крупный самец жирафа, оступившийся на берегу реки в национальном парке Крюгера, был затащен в реку большим крокодилом, а в другом случае, сообщаемом тем же автором, очень крупный самец буйвола был убит примерно 4,3 м крокодилом в жестокой схватке. Считается что один большой крокодил имеет больше шансов справиться с буйволом, чем взрослый самец льва. Хотя даже не очень крупный нильский крокодил способен убить детеныша бегемота, взрослые гиппопотамы, как правило, иммунны к хищничеству со стороны крокодилов. Однако, некоторые очень большие крокодилы известны как регулярные хищники для детенышей, подростков и иногда даже взрослых бегемотов. В национальном парке Королевы Елизаветы, где были истреблены нильские крокодилы, резко возросла численность гиппопотамов. Печально известный крокодил Густав, по словам африканских егерей, регулярно охотится на бегемотов и как минимум в одном случае убил крупного самца. 5 м образец из Замбии убил и частично съел «почти полностью выросшего» бегемота, и в том же месте свежее мясо бегемотов было обнаружено в желудках по меньшей мере у ещё 5 крокодилов. В Уганде один взрослый самец бегемота пострадал в битве с соперником и был впоследствии атакован двумя нильскими крокодилами, заставившими его отступить к камышовым зарослям. Когда этот бегемот вернулся к воде, он был убит крокодилами в «по-настоящему страшном переполохе». Считается, что нападения нильских крокодилов на больных или раненых взрослых бегемотов могут быть достаточно распространены. У озера Сейнт Люсия фиксировалось хищничество нильских крокодилов по отношению к гиппопотамам и белым носорогам.  В некоторых случаях даже сообщалось о смертях взрослых слонов после получения травм хоботов от челюстей напавших на их крокодилов. Однако, если исключить самых крупных и свирепых нильских крокодилов, взрослые бегемоты и носороги, конечно же, не считаются добычей и обычно не будут подвергаться нападению, исключая случаи с ошибочной идентификацией жертвы.

### Взаимодействие с другими хищниками
Живя в богатой биосфере Африки к югу от Сахары, нильский крокодил может пересечься с другими крупными хищниками. Однако, его место в этой экосистеме уникально, поскольку нильский крокодил — единственный африканский суперхищник, который тесно связан с водой и имеет широчайший спектр питания, зависимый от разных стадий онтогенеза, размеров крокодила, и доступности конкретных видов добычи в окружающей среде.
Лишь вне воды крокодилы могут испытать конкуренцию со стороны других доминирующих хищников саванны, таких как леопарды, гиены, гиеновые собаки и особенно львы. Иногда сухопутные хищники и крокодилы воруют друг у друга добычу, и, в зависимости от размера, настроя или численности, будут доминировать друг над другом. Обычно обе стороны стараются избежать физического контакта в таких противостояниях, и используют в первую очередь запугивание, чтобы разрешить конфликт. Иногда спор за добычу сводится к своеобразному «перетягиванию каната». По крайней мере в одном случае, двое крокодилов таким образом отняли тушу носорога у трех голодных львов.

В воде или около воды, взрослые нильские крокодилы нередко атаковали, убивали и поедали других крупных хищников. Даже крупные самцы львов практически беспомощны, если они будут застигнуты крокодилом врасплох или атакованы в глубокой воде. Большинство подтвержденных нападений крокодилов на львов происходят из Национального парка Крюгера, хотя наибольшей опасности львы подвергаются, вероятно, в заболоченной территории, такой как дельта реки Окованго. В Londolozi Private Game Reserve жертвой крокодила стал лев, бывший популярным участником шоу о дикой природе. Среди других крупных хищных млекопитающих среди жертв крокодилов были отмечены 3 вида гиен из 4 (за исключением обитающей в пустынных областях бурой гиены), гиеновые собаки, леопарды и гепарды. В одном случае огромный самец леопарда, известный тем, что убивал других хищников, закончил свою жизнь в челюстях набросившегося на него у воды крокодила. Многие авторы считают нильского крокодила одной из главных угроз для жизни леопардов, особенно там, где леопарды вынуждены регулярно пить из водоёмов, населяемых большим количеством крокодилов. 

#### Смертность
Несмотря на то, что взрослый нильский крокодил является ярким примером суперхищника, его молодь и яйца в значительной степени подвергается угрозе со стороны других хищников.
Нильские вараны являются известными и самыми главными хищниками для гнезд крокодилов, уничтожая до 50 % от всех яиц. Млекопитающие, в частности, дикие свиньи, мелкие кошачьи, бабуины и особенно — мангусты, могут быть вторыми по значимости хищниками для гнезд нильских крокодилов. Как и вараны, они, вероятно, находят незащищенные гнезда по запаху или различают их визуально. Аисты марабу, как правило, дожидаются своей очереди после нильских варанов, чтобы съесть яйца крокодилов из раскопанного гнезда, хотя, в случае необходимости они могут и вырыть их сами. В целом, хищники, поедающие яйца нильских крокодилов, варьируются по размерам от насекомых, таких как малый булавоусый хрущяк, до крупных хищных млекопитающих, таких как пятнистая гиена. Большинство хищников, разоряющих гнезда, оппортунистически ловят и детенышей крокодилов, но кроме них, для маленьких крокодильчиков особо опасны различные аисты и цапли, а также хищные птицы, в том числе грифы, орлы, совы и канюки. Большие врановые, пеликаны, млекопитающие, большие хищные рыбы (в частности, бычьи акулы и тигровые рыбы) и пресноводные черепахи также могут съесть детеныша нильского крокодила если выпадет такая возможность. Хотя полный спектр причин смертности детенышей крокодилов ещё не известен из-за их маленьких размеров и скрытности, известно, что менее 1 % вылупившихся крокодильчиков достигают половой зрелости.
Может пройти несколько лет, прежде чем хищничество перестанет быть главной причиной смертности у детенышей крокодилов. Тем не менее, орлы с легкостью могут убить детенышей крокодилов до 0,56 м в длину, медоеды были замечены при удачных нападениях на молодых нильских крокодилов до 1 м в длину, а крупные иероглифовые питоны могут поедать крокодилов длиной до 1,5 м. В одном случае молодой нильский варан, который упал в вольер полный молодых крокодилов, начал хватать их и переворачивать на спины прежде, чем был удален. Крокодилы, как оценивалось, весили вдвое больше, чем ящерица.
Львы, леопарды и гиены иногда могут представлять угрозу для более крупных нильских крокодилов. В одном случае четверо пятнистых гиен вымотали и убили достаточно крупного крокодила, а также существует сообщение о находке останков нильского крокодила в логове полосатой гиены. Львы способны убивать нильских крокодилов длиной по меньшей мере до 3,52 м. В одном исследовании, проведенном в Klaserie Game Reserve, 0,5 % убитых львами животных были определены как крокодилы. Нильские крокодилы по своей природе достаточно смелы, и даже молодые особи нередко отдаляются от воды, чтобы претендовать на добычу львов, за что иногда расплачиваются жизнью. Тем не менее, очень большие крокодилы, длиной более 4 метров, среди жертв львов до сих пор не обнаруживались. Леопарды представляют для крокодилов меньшую угрозу, чем львы, и существуют только редкие сообщения об атаках леопардов на крокодилов длиной примерно до 2 метров, то есть, крупных подростков или небольших взрослых особей. Все известные нападения наземных хищников на крокодилов происходили тогда, когда те находились на некотором расстоянии от воды. Тем не менее, самым опасным хищником для нильских крокодилов являются более крупные крокодилы этого же самого вида. Как и многие другие крокодилы, они являются каннибалами и могут вести себя очень агрессивно по отношению к меньшим сородичам. В одном исследовании у 538 диких нильских крокодилов было обнаружено 127 серьезных увечий, полученных в ходе агрессивного взаимодействия с сородичами.
Некоторое количество смертей взрослых нильских крокодилов может быть связано и с нападением на слишком крупную и сильную добычу. Крокодилы подвергаются наибольшему риску, когда оказываются рядом с самками бегемотов, защищающими новорожденных детенышей. Самки бегемотов будут преследовать и атаковать крокодилов, если посчитают их опасными для своего молодняка. Как правило, конфликт заканчивается тогда, когда крокодил ретируется, но если бегемот догонит его, то может причинить серьезные повреждения, используя свои огромные клыки. Агрессию по отношениям к крокодилам иногда выказывают не только самки, но и крупные территориальные самцы. В некоторых случаях крокодилы длиной по меньшей мере до 3 м были чуть ли не разорваны бегемотами на две части. Взрослые жирафы, канны и буйволы могут оказаться слишком большими и сильными для того, чтобы их физически могли одолеть крокодилы длиной менее 4 метров. Существуют наблюдения, описывающие как эти животные вытаскивали из воды напавших на них крокодилов и порой даже подбрасывали их в воздух. Будучи холоднокровными животными, нильские крокодилы иногда проявляют пассивность при атаке, и в некоторых случаях это может стоить им жизни. Например, в одном анекдотичном свидетельстве большая домашняя корова вытащила повисшего на ней крокодила из воды и мычала, пока не пришли туземцы и не убили крокодила. Слонята являются потенциальной добычей для нильских крокодилов, но взрослые слоны будут их защищать и могут представлять большую опасность для крокодилов. Сообщается о нескольких случаях, когда крокодил, схвативший слоненка, был раздавлен остальными членами стада. Слоны не любят крокодилов, и иногда нападают на них, встретив на суше. В некоторых случаях, когда нильские крокодилы нападали на взрослых слонов, они бывали убиты ими и закинуты на деревья. В одном примечательном случае, нильский крокодил вышел из воды на шум, когда самец льва напал на буйвола, по-видимому, чтобы попытаться отнять у льва его добычу (или, по другой трактовке, лев и буйвол в ходе борьбы приблизились к воде). Однако, буйвол был ещё жив, и завязалась борьба между животными, в результате которой все трое получили серьезные травмы и погибли на месте.

### Нападения на людей
Хотя большинство нападений на людей не фиксируется, нильские крокодилы, как оценивается, убивают сотни (возможно, тысячи) людей каждый год. Возможно, даже больше, чем все другие виды крокодилов вместе взятые. Однако нильский крокодил определённо менее враждебен и настойчив по отношению к человеку, чем более агрессивный и территориальный гребнистый крокодил. В отличие от других крокодилов, включая гребнистого крокодила, нильские крокодилы обитают в непосредственной близости от тесно связанного с водой малоразвитого людского населения в значительной части своего ареала, и чаще контактируют с людьми. Это, в сочетании с большими размерами и высоким уровнем агрессии нильского крокодила, создает очень высокий риск нападения на человека. Крокодилы длиной всего лишь около 2 м в природе способны охотиться на таких обезьян, как павианы, и, по-видимому, легко справляются с детьми и иногда взрослыми людьми при нападении. Но большинство фатальных нападений на людей принадлежат крокодилам длиной более 3 м. В старых исследованиях число людей, ежегодно становящееся жертвами нильских крокодилов, оценивалось приблизительно в одну тысячу. Более современные исследования, оценивающие число нападений по всем зафиксированным инцидентам, оценивают это число в 275—745, из которых 63 % являются фатальными. Однако большая часть нападений крокодилов не фиксируются. Нападения, не приводящие к гибели человека, обычно связаны с оборонительным поведением крокодилов (особенно агрессивны территориальные самцы и самки, охраняющие гнезда), или неудачными попытками хищничества особей длиной менее 3 метров. Средний предполагаемый размер нильских крокодилов, ответственных за фатальные нападения, составляет 3,5 м. Так как большинство фатальных нападений, как полагают, носят хищнический характер, нильского крокодила можно считать самым опасным для человека крупным хищником. В сравнении, львы с 1990 по 2006 годы были ответственны всего за одну восьмую фатальных нападений на людей в Африке от аналогичного числа у нильских крокодилов, и их фатальность составила около 50 %. Несмотря на то, что нильские крокодилы значительно более многочисленны, чем львы, лишь небольшое количество крокодилов превышает 2 метров в длину и может оценивать человека в качестве добычи.
Региональные опросы из африканских деревень, рядом с которыми обитают крокодилы, показывают, что крокодилы ежегодно уносят приблизительно дюжину или больше жизней в каждом населенном пункте. Нападения наиболее распространены в районе Корогве, Танзании, заповеднике Ниасса, Мозамбике и областей вокруг национального парка Нижней Замбези, Замбии. Несмотря на исторические заявления о том, что жертвы нильских крокодилов обычно являются «женщинами и детьми», в ходе опросов и исследований не было обнаружено никакой основы для таких утверждений: любой человек, независимо от возраста, пола и физического состояния, является потенциальной добычей для нильского крокодила. Чаще всего фатальные нападения происходят тогда, когда человек стоит рядом с водой на берегу, пересекает мелководье, переплывает водоем или опускает конечности в воду с судна или пирса. Реже, крокодилы могут атаковать и перевернуть лодку, или даже напасть на суше. Наибольшему риску подвергаются рыбаки, стирающие белье женщины и другие люди, чья деятельность связана с водой.
Некоторые индивиды нильских крокодилов известны тем, что развили вкус к человеческому мясу, и долгое время охотились на людей. Так, в 2005 году в Уганде был пойман крокодил, который по утверждению местных жителей за 20 лет съел 83 человека. Другой крокодил-людоед, длиной 4,64 м, был застрелен в Центральной Африке, согласно книге рекордов Гиннесса он убил и съел около 400 человек за последние несколько лет. Легендарный крокодил Густав, по сообщениям, за свою жизнь съел свыше 300 человек и сейчас это число может только увеличиваться. В 2006-м в Ботсване жертвой крокодила стал профессор медицины Вашингтонского Университета Ричард Рут.

## Размножение
В нормальных условиях нильский крокодил становится половозрелым к десятилетнему возрасту, при достижении длины 2,5-3 м для самцов и 2—2,5 м для самок.
Во время брачного сезона самцы привлекают самок, хлопая мордой по воде, ревя, фыркая и издавая другие шумы. Крупные самцы обычно более привлекательны для самок. Во время брачных игр пары «поют» своеобразные трели и трутся нижними сторонами морд.

Время откладки яиц во многом зависит от широты: на севере ареала оно приходится на засушливое время года, а на юге обычно привязано к началу сезона дождей — ноябрь или декабрь. В Зимбабве самки откладывают яйца в сентябре или начале октября. Излюбленные места для строительства гнёзд — песчаные пляжи, пересохшие русла и берега рек. Самка роет яму глубиной до 50 см в двух метрах от берега и откладывает от 20 до 95 яиц (в среднем около 50). Несколько самок могут строить гнёзда близко друг к другу, но в случае нехватки пространства или при выборе лучших мест могут вступать друг с другом в яростные конфликты.
Отложив яйца, будущая мать закрывает гнездо песком и охраняет в течение 3 месяцев периода инкубации. Отец иногда тоже находится рядом, и оба родителя атакуют любого, кто пытается приблизиться к гнезду. Несмотря на такую заботу, многие гнёзда разоряются людьми, варанами и другими животными, если мать отлучается, чтобы спрятаться от жары или окунуться в воду. Эпизодически гнезда, расположенные в неудачных местах, также гибнут от наводнений, хотя массовость их гибели ещё не достаточно изучена. В любом случае, лишь около 10 % яиц доживают до вылупления.
Вылупившиеся детёныши издают щебечущие звуки, и по этому сигналу мать разрывает гнездо. Родители иногда берут яйца в рот и сжимают между языком и нёбом, чтобы помочь потомству освободиться. Затем самка отводит крокодильчиков к воде или относит их в своей пасти.
Как и у других крокодилов, пол детёнышей определяется температурой в течение средней трети периода инкубации, а не генетически. Если температура внутри гнезда была ниже 31,7 °C или выше 34,5 °C, то на свет появляются самки, в ином случае — самцы.
Только что вылупившиеся крокодильчики имеют длину около 30 см, в первые годы растут довольно быстро. Мать заботится о потомстве в течение двух лет. Если несколько гнезд было близко друг от друга, матери могут сообща заботиться о потомстве, формируя своеобразные крокодильи «ясли». За два года молодые крокодилы достигают размера 1,2 м и покидают родные места, избегая при этом территорий более старших и крупных крокодилов. Средняя продолжительность жизни нильских крокодилов составляет 45 лет, но встречаются экземпляры возрастом по меньшей мере до 80 лет.

## Распространение и охрана
Нильский крокодил предпочитает жить по берегам рек и озёр и в пресноводных болотах. Но как и все настоящие крокодилы, он терпеливо относится к соленой воде и иногда встречается в солоноватых водах: в устьях рек или мангровых зарослях. В одном случае нильский крокодил был обнаружен в открытом море, в нескольких километрах от берега, хотя обычно ему не свойственно подобное поведение. Способность перемещаться в соленой воде, однако, позволила нильским крокодилам заселить некоторые острова.
Он распространён практически по всей континентальной Африке к югу от Сахары, а также в Марокко, Маврикии, Сан-Томе и Принсипи, Кабо-Верде, Занзибаре, острове Сокотра, на Мадагаскаре и в бассейне Нила. Некогда обитал гораздо севернее: ископаемые остатки этого животного были обнаружены в Алжире, Ливии, Израиле, Ливане, Сирии и Палестине и Иордании, а также на Коморских островах.
В 1940-х — 1960-х годах нильский крокодил был предметом активной охоты, в основном из-за высококачественной кожи, в меньшей степени из-за мяса и якобы имеющихся у его органов лечебных свойств. Это привело к многократному сокращению численности вида, в результате чего возникла угроза его исчезновения.
Нильский крокодил широко распространён во многих странах южной и восточной Африки, таких как Сомали, Эфиопия, Кения, Замбия, численность популяции контролируется и документируется.
Нильский крокодил занесён в «Красную книгу» Всемирного союза охраны природы по категории минимального риска. Торговля крокодилами регулируется международной конвенцией согласно приложению I СИТЕС.

## Нильский крокодил как объект спортивной охоты
Во многих странах, где сохраняются устойчивые популяции нильских крокодилов, на них разрешена охота по квотам.
Основной способ охоты на крокодила — подкарауливание в засаде у привады. Для привады, как правило, используются сильно протухшие куски мяса или целая туша небольшого животного (антилопы, козы, павиана и т. д.), которые кладутся так, чтобы крокодил, добираясь до мяса, вылез из воды. На некотором расстоянии от привады устраивается засидка — обычно это травяной шалаш. В местах, где на них ведется охота, крокодилы проявляют исключительную осторожность, поэтому шалаш ставят на расстоянии 70—80 метров от привады. Крокодилы хорошо замечают посторонние звуки, кроме того, могут обратить внимание на необычное поведение птиц, которые видят человека. Это требует от охотника умения сидеть в засаде совершенно тихо и незаметно.
В отличие от многих других хищников, крокодил проявляет активность по отношению к приваде в любое время суток. Стрельба ведётся только по крокодилу, вылезшему на берег. Охота на нильского крокодила требует очень мощного оружия (калибра, например, .300 Win Mag, желательно — не менее .338 Win Mag или даже .375 Н&Н Magnum), но кроме того, оружие должно обладать высокой кучностью и точностью стрельбы. Убойные точки у крокодила крайне невелики — малоразмерные участки на голове и шее. Попадание требует высокой точности в связи с тем, что невероятно живучего крокодила необходимо положить сразу на месте и не дать ему уйти в воду — убитый крокодил всегда тонет, вытащить же его крайне сложно.

## Культ нильского крокодила
Жители Древнего Египта поклонялись богу Себеку, который ассоциировался с фертильностью, защитой и властью фараона. Отношение к нему было двойственным: иногда они охотились на крокодилов и оскорбляли Себека, иногда видели в нём защитника и источник власти фараона. Себек сопоставлялся с богом земли Гебом, солнечным божеством Ра и Осирисом.
Себек изображался в виде крокодила, мумии крокодила, либо человека с головой крокодила. Центром его культа в Среднем Царстве был город Шедит, который греки называли Крокодилополь, а ещё позже Арсиноя. Другой крупный храм Себека находился в городе Ком-Омбо, а множество меньших — во многих других городах Египта, в основном в Верхнем Египте и дельте Нила.
Геродот писал, что в V веке до н. э. некоторые египтяне держали крокодилов в качестве домашних животных. В бассейне храма Себека в Арсиное жил крокодил, где его кормили, украшали драгоценностями и поклонялись ему. Когда он умер, его тело мумифицировали, поместили в саркофаг и похоронили в гробнице. В древнеегипетских могилах действительно было найдено некоторое количество мумифицированных крокодилов и крокодильих яиц. Несколько хорошо сохранившихся мумий находится в Каирском музее.
Для того, чтобы успокоить крокодилов, в Древнем Египте использовались специальные заклинания. Даже в современной Нубии рыбаки для защиты от зла вешают над порогом дома фигурку крокодила.
Поклонение нильскому крокодилу распространено также среди многих других народов Африки. В некоторых районах Буркина-Фасо нильский крокодил — священное животное. Согласно религиозным убеждениям народа моси, более половины представителей которого живут в этой стране, у каждого человека есть душа в виде животного — змеи, антилопы, зайца или крокодила. Убить это животное на территории деревни означает убить человека, чья душа имеет его облик.
На Мадагаскаре местные жители поклоняются представителям местного подвида нильского крокодила. Их содержат в «священных озёрах» под защитой религиозного запрета — «фади». Таким озером является, к примеру, Анивурану, расположенное между городами Амбилубе и Диего-Суарес. Во время религиозных праздников крокодилам приносят в жертву домашних животных.

## Классификация
В зависимости от региона обитания и внешних особенностей выделяется несколько подвидов нильского крокодила.
- Crocodylus niloticus africanus (Восточноафриканский нильский крокодил)
- Crocodylus niloticus chamses (Западноафриканский нильский крокодил)
- Crocodylus niloticus corviei (Южноафриканский нильский крокодил)
- Crocodylus niloticus madagascariensis (Малагасийский нильский крокодил)
- Crocodylus niloticus niloticus (Эфиопский нильский крокодил)
- Crocodylus niloticus pauciscutatus (Кенийский нильский крокодил)
- Crocodylus niloticus suchus (Центральноафриканский нильский крокодил)

Анализ ДНК, проведённый в 2003 году, выявил наличие у различных популяций нильского крокодила существенных отличий, позволяющих говорить о возможном разделении вида. Так, популяции Западной и Центральной Африки уже рассматриваются некоторыми авторами в качестве отдельного вида Crocodylus suchus.